# Ischnoptera inusitata
Ischnoptera inusitata är en kackerlacksart som först beskrevs av Rocha e Silva 1971.  Ischnoptera inusitata ingår i släktet Ischnoptera och familjen småkackerlackor. Inga underarter finns listade i Catalogue of Life.